# Klockargårdens skola

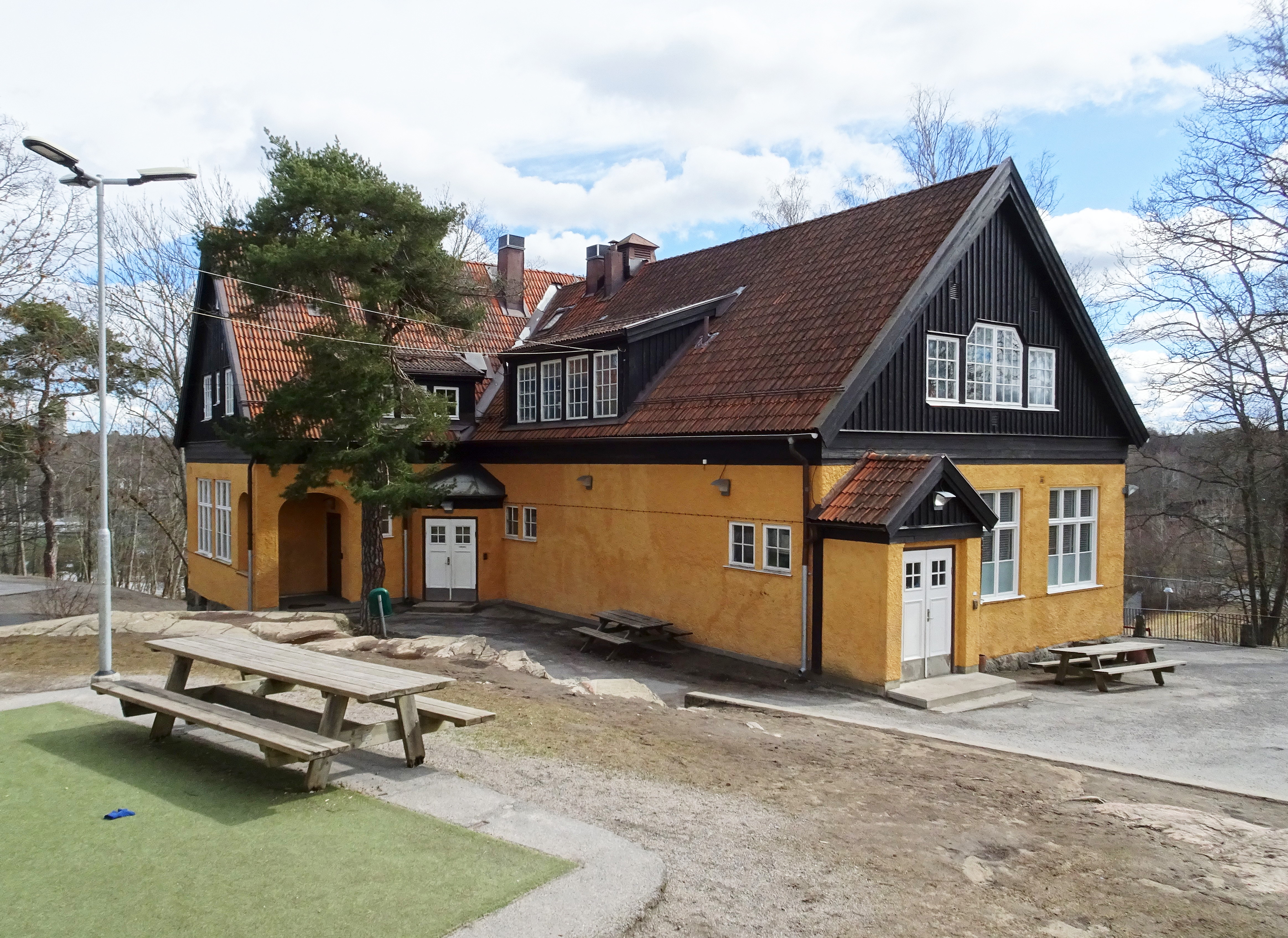
Klockargårdens äldsta skola, 2022.

Klockargårdens skola är en kommunal grundskola (F-3) belägen vid Renvägen 2–4 i slutet av Stockholmsvägen i kommundelen Hersby i Lidingö kommun. Klockargårdens skola är kommunens äldsta i drift varande skola med anor från 1843.

## Historik

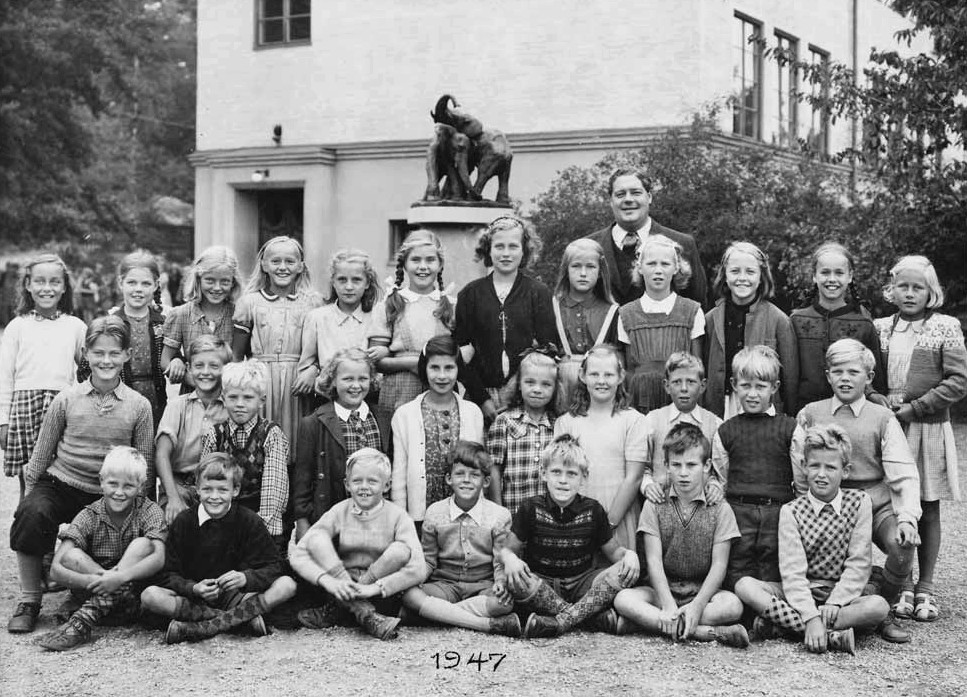
En skolklass 1947 med Carl Milles "Lekande elefanter" i bakgrunden.

Den första skolbyggnaden uppfördes 1843 på en lummig kulle med utsikt mot Kyrkviken. Skolan är uppkallad efter klockargården som var bostället för Lidingö kyrkas klockare. Undervisningen vid 1800-talets slut pågick mellan klockan 8 och 15 med en kvarts rast mellan varje lektion. Även lunchrasten var en kvart, då man åt medhavd matsäck.
Söder om skolhuset gick ”Landsvägen” till och från Stockholm (dagens Stockholmsvägen). Här låg bland annat Näsets krog (idag scoutlokal) och Lidingös första handelsbod (dagens Villa Nynäs). På 1930-talet uppfördes ett nytt skolhus norr om det gamla. 1947 restes skulpturgruppen Lekande elefanter på skolgården, skapad av Carl Milles och invigd av honom personligen. 
Det skolhuset från 1930-talet renoverades 2009 och byggdes samman med ett nybygge som blev färdigt samma år. Idag (2020) besöks skolan av omkring 200 elever från förskola till årskurs 3.

## Bilder

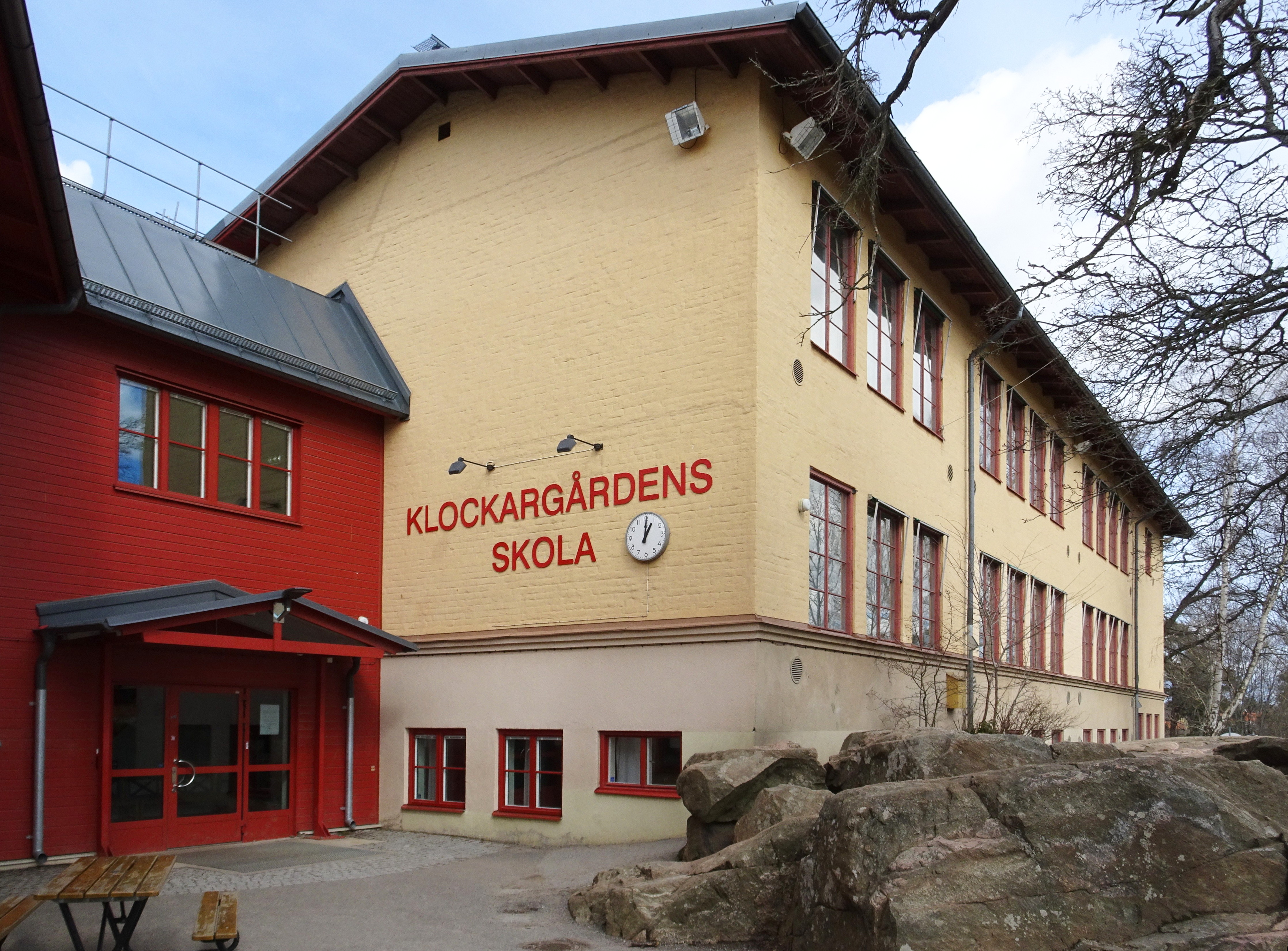
Skoldelen från 1930-talet, till vänster tillbyggnaden från 2009.
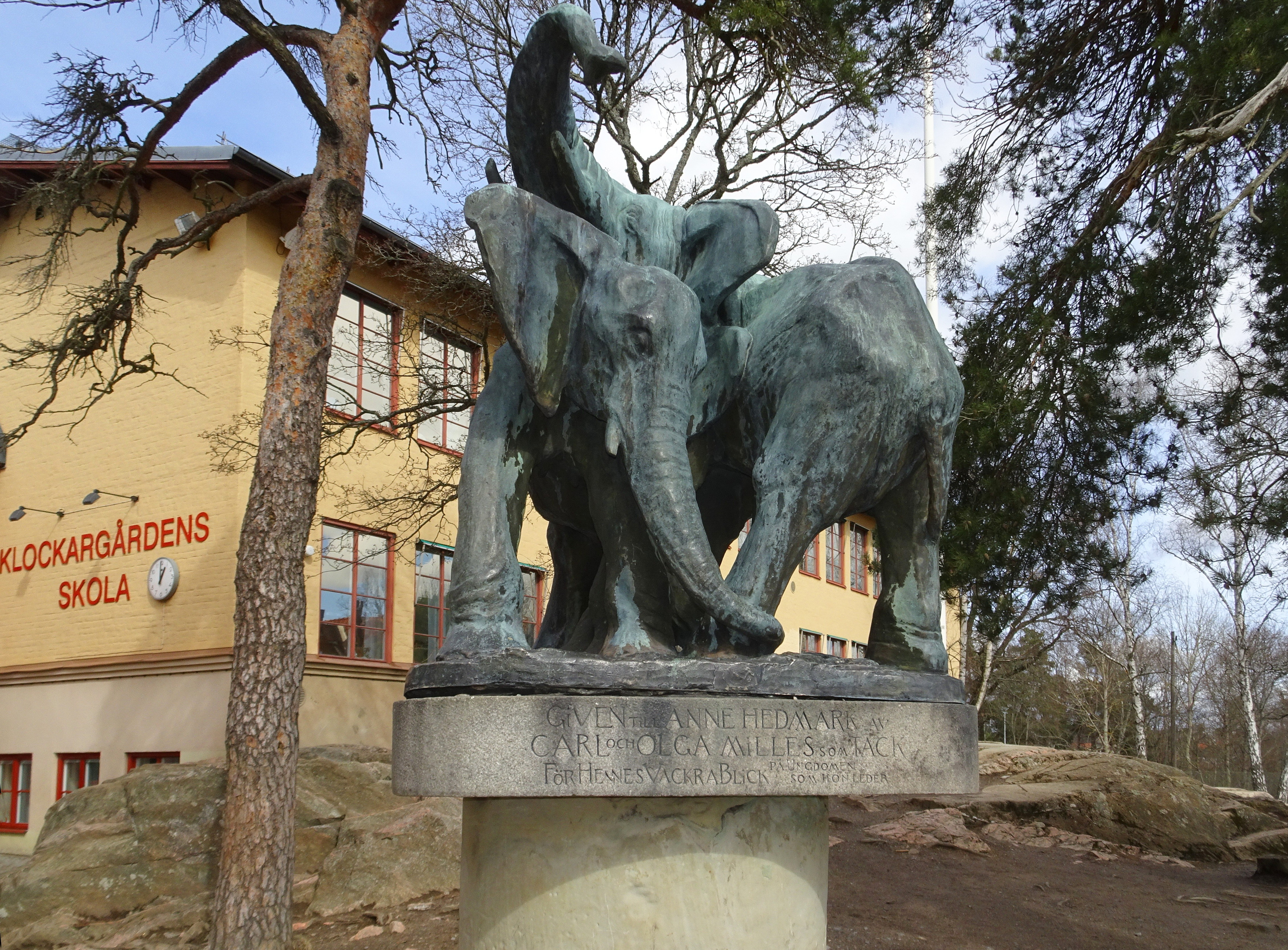
Carl Milles "Lekande elefanter" från 1947.
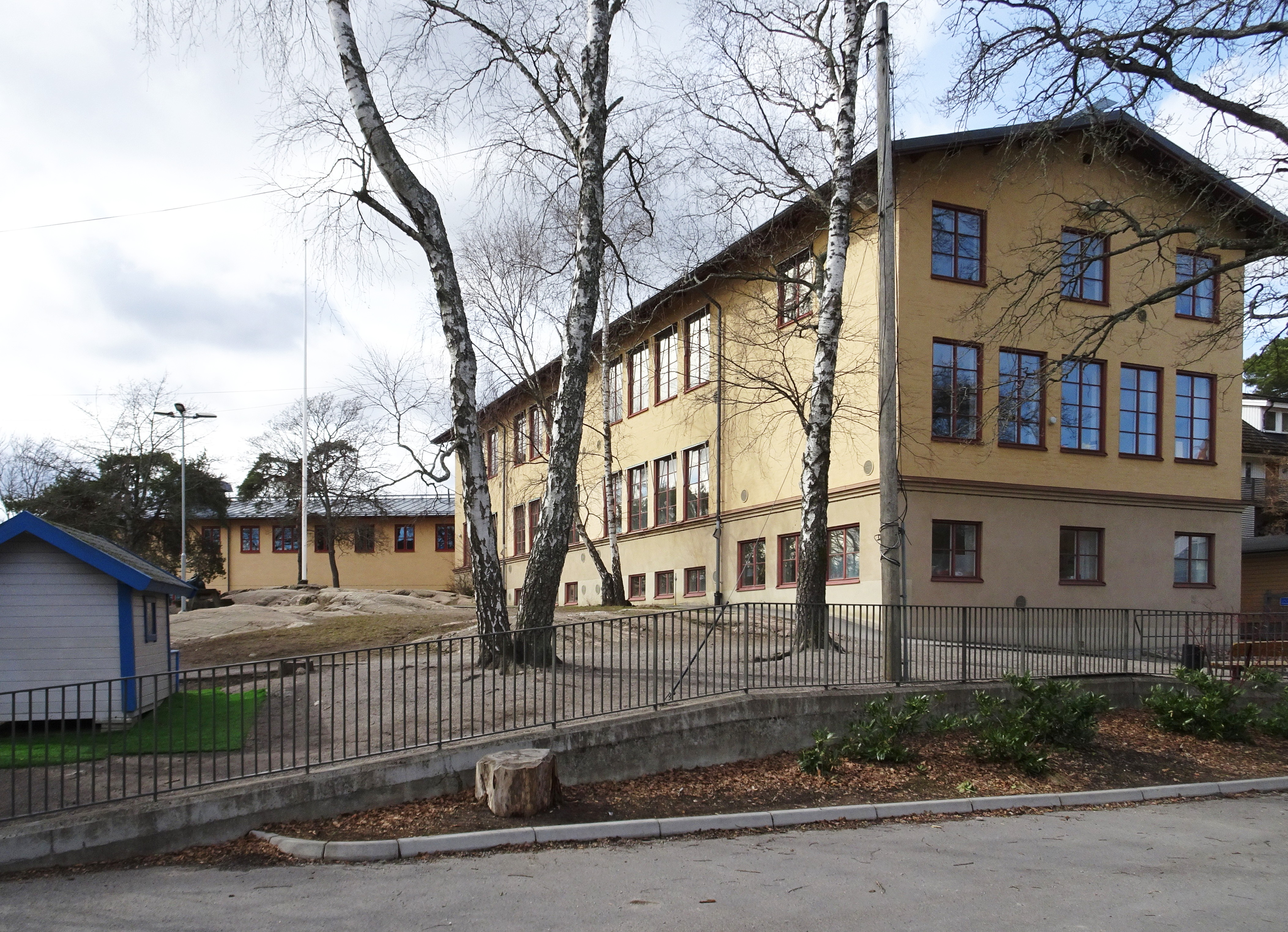
Skoldelen från 1930-talet.
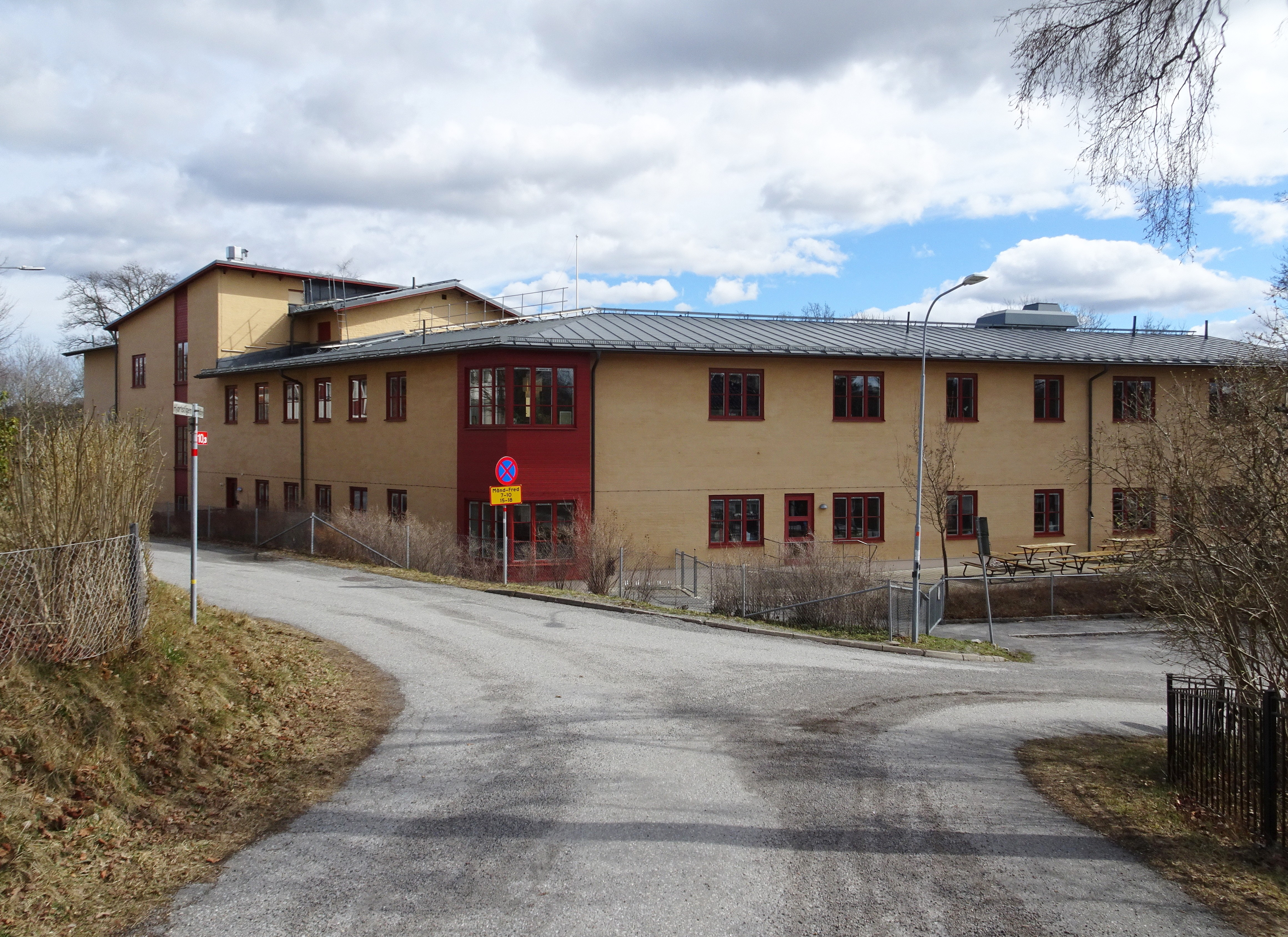
Skoldelen från 2009.